# 10 000 mètres masculin aux championnats du monde d'athlétisme 2017
Pour un article plus général, voir Championnats du monde d'athlétisme 2017.
Navigation
Pékin 2015 Doha 2019
L'épreuve du 10 000 mètres masculin des championnats du monde de 2017 se déroule le 4 août 2017 dans le Stade olympique de Londres, au Royaume-Uni. Elle est remportée par le Britannique Mohamed Farah.

## Critères de qualification
Pour se qualifier pour les championnats, il faut avoir réalisé 27 min 45 s 00 ou moins entre le 1er janvier 2016 et le 23 juillet 2017.

## Contexte
26 athlètes étaient initialement inscrits sur cette course le 29 juillet. 24 figurent finalement sur la liste de départ de la finale diffusée le 3 août 2017 (manquent Galen Rupp, 4e Américain, et Yenew Alamirew, 4e Éthiopien). 20 coureurs sur 24 sont nés dans la Corne de l'Afrique, un Sud-Africain, un Sud-Américain et deux Océaniens étant les seules exceptions. Le premier temps indiqué après le nom est la meilleure performance de la saison (SB) et le second, si différent du premier, le record personnel (PB).
1. Abraham Cheroben (BRN) 27:38.76	27:31.86
2. Bedan Karoki Muchiri (KEN) 27:40.3	26:52.36
3. Polat Kemboi Arıkan	(TUR)	27:42.55	27:35.50
4. Jemal Yimer (ETH)	27:09.08	27:09.08
5. Paul Tanui (KEN) 27:42.6	26:49.41
6. Onesphore Nzikwinkunda (BDI) (qualifié en tant qu'ayant terminé dans les 15 premiers lors des Championnats du monde de cross-country 2017 à Kampala)
7. Bayron Piedra	 (ECU) 29:03.93	27:32.59 (qualifié en tant que champion d'Amérique du Sud en titre)
8. Shadrack Kipchirchir 	(USA)	27:32.18	27:32.18
9. Stephen Mokoka	 (RSA) 29:28.74	27:40.73
10. Mohammed Ahmed	 (CAN) 27:30.00	27:30.00
11. Abadi Hadis (ETH) 27:08.26	26:57.88 (meilleur SB 2017)
12. Timothy Toroitich  (UGA) 28:02.23	27:31.07
13. Zane Robertson (NZL) 27:33.67
14. Leonard Korir	 (USA) 27:29.40
15. Aron Kifle	 (ERI) 29:11.42	27:26.20
16. Nguse Amlosom 	 (ERI) 28:08.58	27:28.10
17. Hassan Mead	 (USA) 27:34.38	27:33.04
18. Hiskel Tewelde	 (ERI)	28:26.50	27:30.50
19. Patrick Tiernan	 (AUS) 27:29.81	27:29.81
20. Mohamed Farah	 (GBR) 27:12.09	26:46.57
21. Moses Kurong	 (UGA) 27:22.33	27:22.33
22. Geoffrey Kipsang Kamworor 	 (KEN) 27:35.9	26:52.65
23. Joshua Cheptegei	 (UGA)	27:10.06
24. Andamlak Belihu (ETH) 27:20.57

## Records et performances

### Records
| Record                    | Athlète                   | Temps          | Lieu      | Date             |
| ------------------------- | ------------------------- | -------------- | --------- | ---------------- |
| Record du monde           | Kenenisa Bekele           | 26 min 17 s 53 | Bruxelles | 26 août 2005     |
| Record des championnats   | Kenenisa Bekele           | 26 min 46 s 31 | Berlin    | 17 août 2009     |
| Record d'Afrique          | Kenenisa Bekele           | 26 min 17 s 53 | Bruxelles | 26 août 2005     |
| Record d'Asie             | Ahmad Hassan Abdullah     | 26 min 38 s 76 | Bruxelles | 5 septembre 2003 |
| Record d'Amérique du Nord | Galen Rupp                | 26 min 44 s 36 | Eugene    | 30 mai 2014      |
| Record d'Amérique du Sud  | Marílson Gomes dos Santos | 27 min 28 s 12 | Neerpelt  | 2 juin 2007      |
| Record d'Europe           | Mohamed Farah             | 26 min 46 s 57 | Eugene    | 3 juin 2011      |
| Record d'Océanie          | Ben St.Lawrence           | 27 min 24 s 95 | Palo Alto | 1er mai 2011     |

## Médaillés
| Or            | Argent                  | Bronze     |
| Mohamed Farah | Joshua Kiprui Cheptegei | Paul Tanui |

## Résultats

### Finale
| Rang               | Athlète                   | Nationalité      | Temps          | Notes |
| ------------------ | ------------------------- | ---------------- | -------------- | ----- |
| Médaille d'or      | Mohamed Farah             | Royaume-Uni      | 26 min 49 s 51 | WL    |
| Médaille d'argent  | Joshua Kiprui Cheptegei   | Ouganda          | 26 min 49 s 94 | PB    |
| Médaille de bronze | Paul Kipngetich Tanui     | Kenya            | 26 min 50 s 60 | SB    |
| 4                  | Bedan Karoki Muchiri      | Kenya            | 26 min 52 s 12 | PB    |
| 5                  | Jemal Yimer               | Éthiopie         | 26 min 56 s 11 | PB    |
| 6                  | Geoffrey Kipsang Kamworor | Kenya            | 26 min 57 s 77 | SB    |
| 7                  | Abadi Hadis               | Éthiopie         | 26 min 59 s 19 | SB    |
| 8                  | Mohammed Ahmed            | Canada           | 27 min 02 s 35 | NR    |
| 9                  | Shadrack Kipchirchir      | États-Unis       | 27 min 07 s 55 | PB    |
| 10                 | Andamlak Belihu           | Éthiopie         | 27 min 08 s 94 | PB    |
| 11                 | Aron Kifle                | Érythrée         | 27 min 09 s 92 | PB    |
| 12                 | Abraham Naibei Cheroben   | Bahreïn          | 27 min 11 s 08 | NR    |
| 13                 | Leonard Korir             | États-Unis       | 27 min 20 s 18 | PB    |
| 14                 | Timothy Toroitich         | Ouganda          | 27 min 21 s 09 | PB    |
| 15                 | Hassan Mead               | États-Unis       | 27 min 32 s 49 | SB    |
| 16                 | Zane Robertson            | Nouvelle-Zélande | 27 min 48 s 59 | SB    |
| 17                 | Hiskel Tewelde            | Érythrée         | 27 min 49 s 62 | SB    |
| 18                 | Moses Martin Kurong       | Ouganda          | 27 min 50 s 71 |       |
| 19                 | Onesphore Nzikwinkunda    | Burundi          | 28 min 09 s 98 | PB    |
| 20                 | Stephen Mokoka            | Afrique du Sud   | 28 min 14 s 67 | SB    |
| 21                 | Bayron Piedra             | Équateur         | 28 min 50 s 72 | SB    |
| 22                 | Patrick Tiernan           | Australie        | 29 min 23 s 72 | SB    |
|                    | Nguse Amsolom             | Érythrée         | DNF            |       |
|                    | Polat Kemboi Arikan       | Turquie          | DNF            |       |

## Légende
Records et Performances
- AR : Record continental (area record)
- CR : Record des championnats (championship record)
- MR : Record du meeting (meet record)
- NR : Record national (national record)
- OR : Record olympique (olympic record)
- PR : Record paralympique (paralympic record)
- PB : Record personnel (personal best)
- SB : Meilleure performance personnelle de la saison (season's best)
- WL : Meilleure performance mondiale de l'année (world leader)
- WJR : Record du monde junior (world junior record)
- WR : Record du monde (world record)

Circonstances et Conditions
- DNF : N'a pas terminé (did not finish)
- DNS : N'a pas pris le départ (did not start)
- DQ : Disqualification (disqualification)
- NM : Aucun essai valable enregistré (No Mark)
- Q : Qualifié « directement » au prochain tour (ou à la prochaine compétition), lors d'une compétition majeure, grâce au classement ou à la réalisation des minima (automatic qualifier)
- q : Qualifié au prochain tour (ou à la prochaine compétition), lors d'une compétition majeure, grâce au repêchage ou à la réalisation de l'une des meilleures performances parmi celles des « non qualifiés directement » (grâce au meilleur temps ou à la meilleure distance par exemple) (secondary qualifier)